# Iwamoto-ji

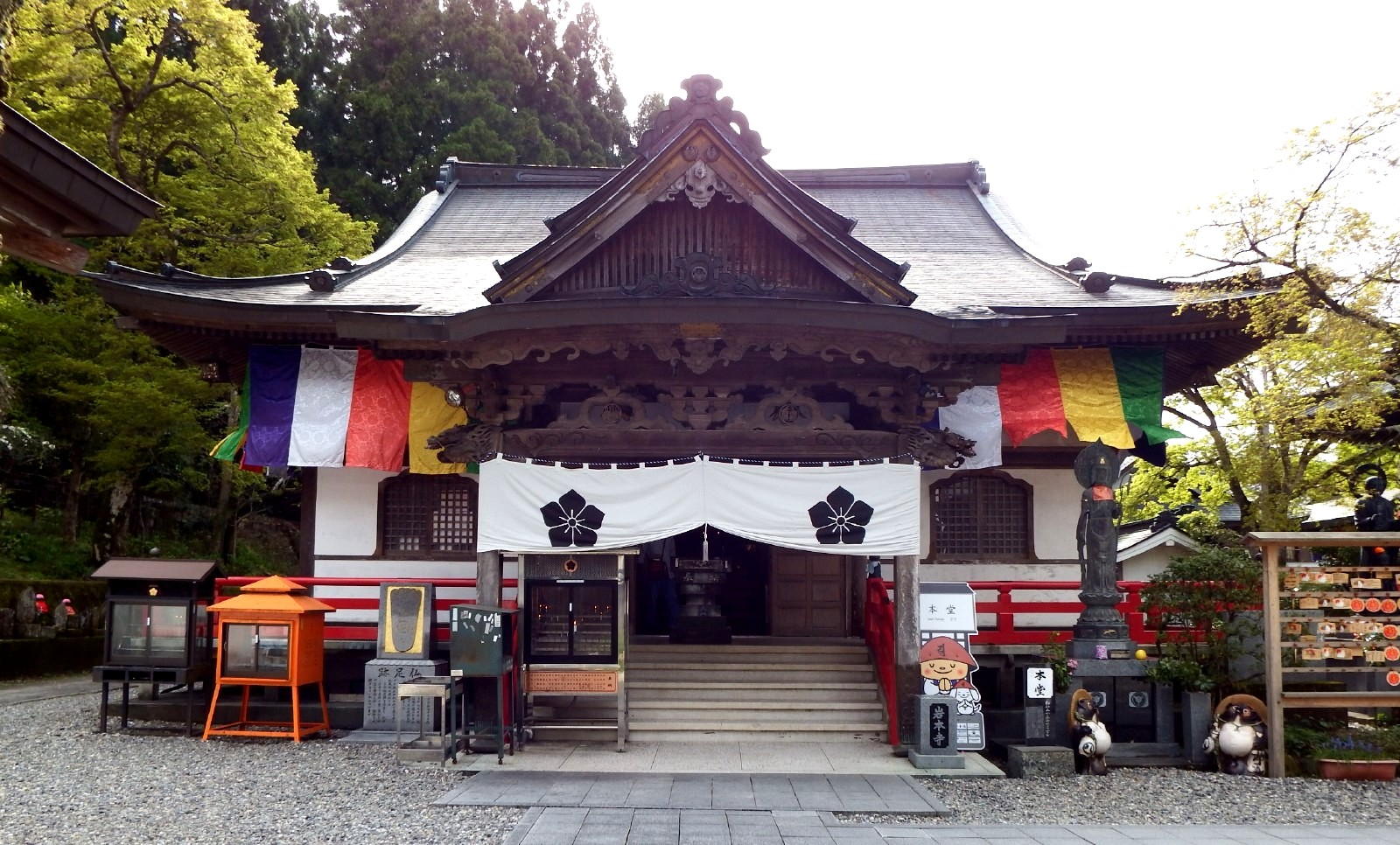
Haupthalle

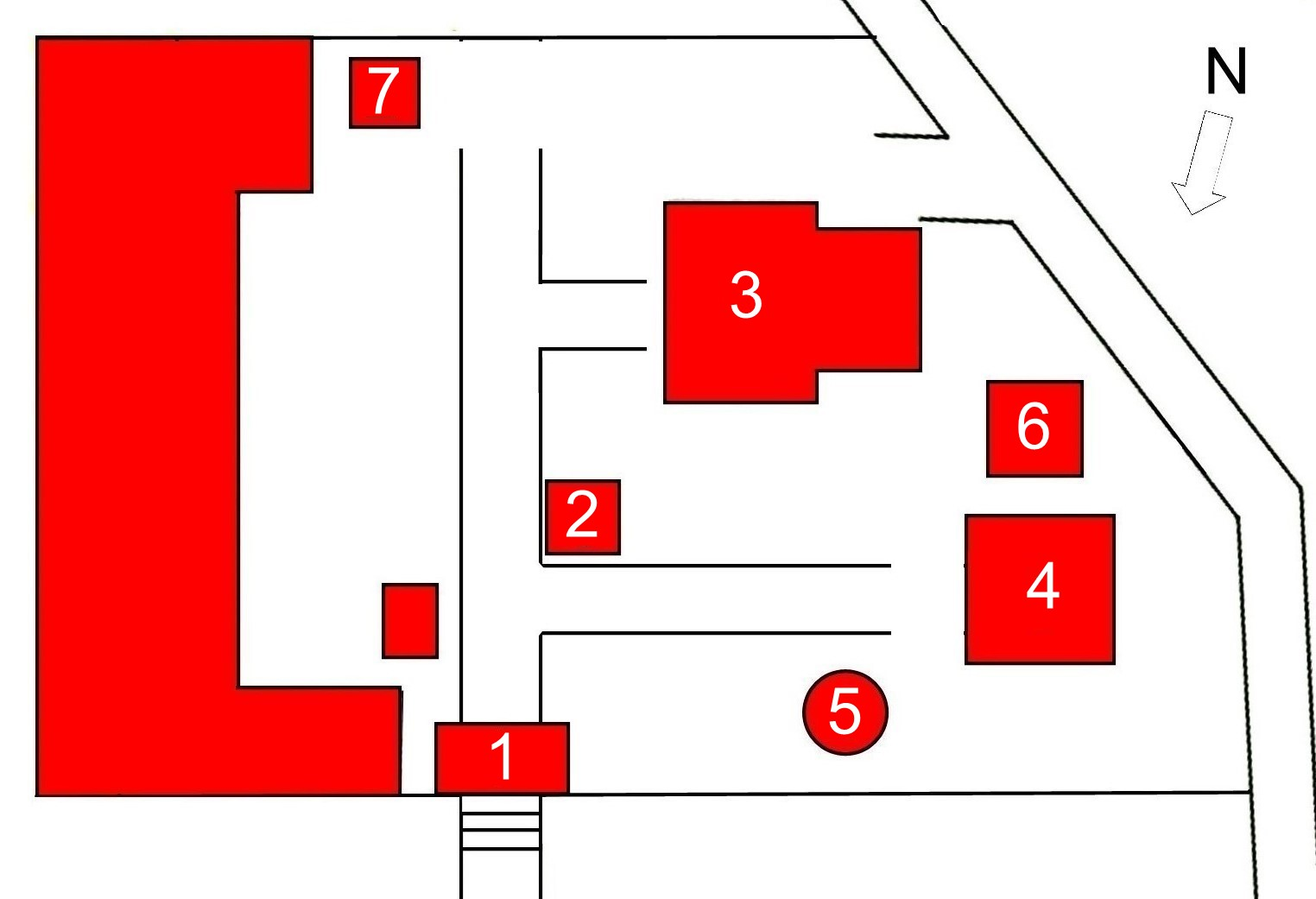
Plan des Tempels (s. Text)

Der Iwamoto-ji (japanisch 岩本寺), mit den Go Fujiizan (藤井山) und Gochiin (五智院) in Shimanto (四万十町) in der Präfektur Kōchi, ist ein Tempel des Chisan-Zweigs (智山派) des Shingon-Buddhismus. In der traditionellen Zählung ist er der 37. Tempel des Shikoku-Pilgerwegs.

## Geschichte
Der Tempel-Überlieferung nach wurde der Tempel auf Wunsch des Kaisers Shōmu vom Priester Gyōki erbaut und zwar 3 km nordwestlich neben dem Schrein für Niida Myōjin (仁井田 明神). Der Tempel wurde daher auch „Niidadera“ genannt. Später besuchte Priester Kūkai während der Kōnin-Ära (810–824) den Tempel und teilte den Schrein in fünf auf, wobei er diesen fünf zur Verehrung die Heiligen Fudō, Kannon und Jizō, sowie den Amida-Buddha und den Yakushi-Buddha überreichte. Kūkai errichtete ferner fünf Untertempel. Man nennt sie, zusammen mit dem Fukuenmanji (福圓満寺) und anderen die „12 Fukuji“ bzw. die „Fünf Niida-Schreine“ (仁井田五社).
Die kriegerischen Auseinandersetzungen während der Tenshō-Ära (1573–1592) mit ihren Zerstörungen führten zum Niedergang des Tempels und der Schreine. Mit dem Wiederaufbau geriet der Tempel – er hieß damals noch „Iwamoto-in“ – unter die Kontrolle des Schreins. Im 16. Jahrhundert und während der Edo-Zeit wurde der Tempel von den örtlichen Fürsten durch Gebietszuweisung u. a. Maßnahmen unterstützt, es blieb aber bei der Tempel-Schrein-Verbindung. Nach der Meiji-Restauration 1868 kam es, wie auch sonst in Japan, zur Trennung von Tempel und Schrein. Die buddhistischen Statuen kamen zwar zum Tempel, aber dieser verlor den größten Teil seiner Gebiete. Es folgte ein mühsamer Wiederaufbau, der bis heute anhält.

## Anlage
Man steigt eine kurze Treppe zum Tempeltor (山門, Sammon; 1) hinauf, hat dann auf der rechten Seite die Tempelglocke (鐘楼, Shōrō; 2) und weiter rechts die Haupthalle (本堂, Hondō; 3) vor sich. Die Haupthalle wurde 1978 neu gebaut. Dabei wurden die Kassetten der Decke mit Hilfe von Spenden ausgemalt, zum Teil mit weltlichen Themen der Gegenwart.
Ebenfalls auf der rechten Seite der Anlage befinden sich die etwa 200 Jahre alte Daishidō (大師堂; 4), rechts davor die kleine, runde, der heiligen Kangiten (歓喜天) gewidmete (聖天堂, Seitendō; 5) aus Metall und links der kleine Tempel zum Gedenken an die Tempelgründung, die Kaisandō (開山堂; 6). Am Nordrand der Anlage steht der kleine Schrein Suiten-gū (水天宮, Suiten-gū; 7).

## Bilder

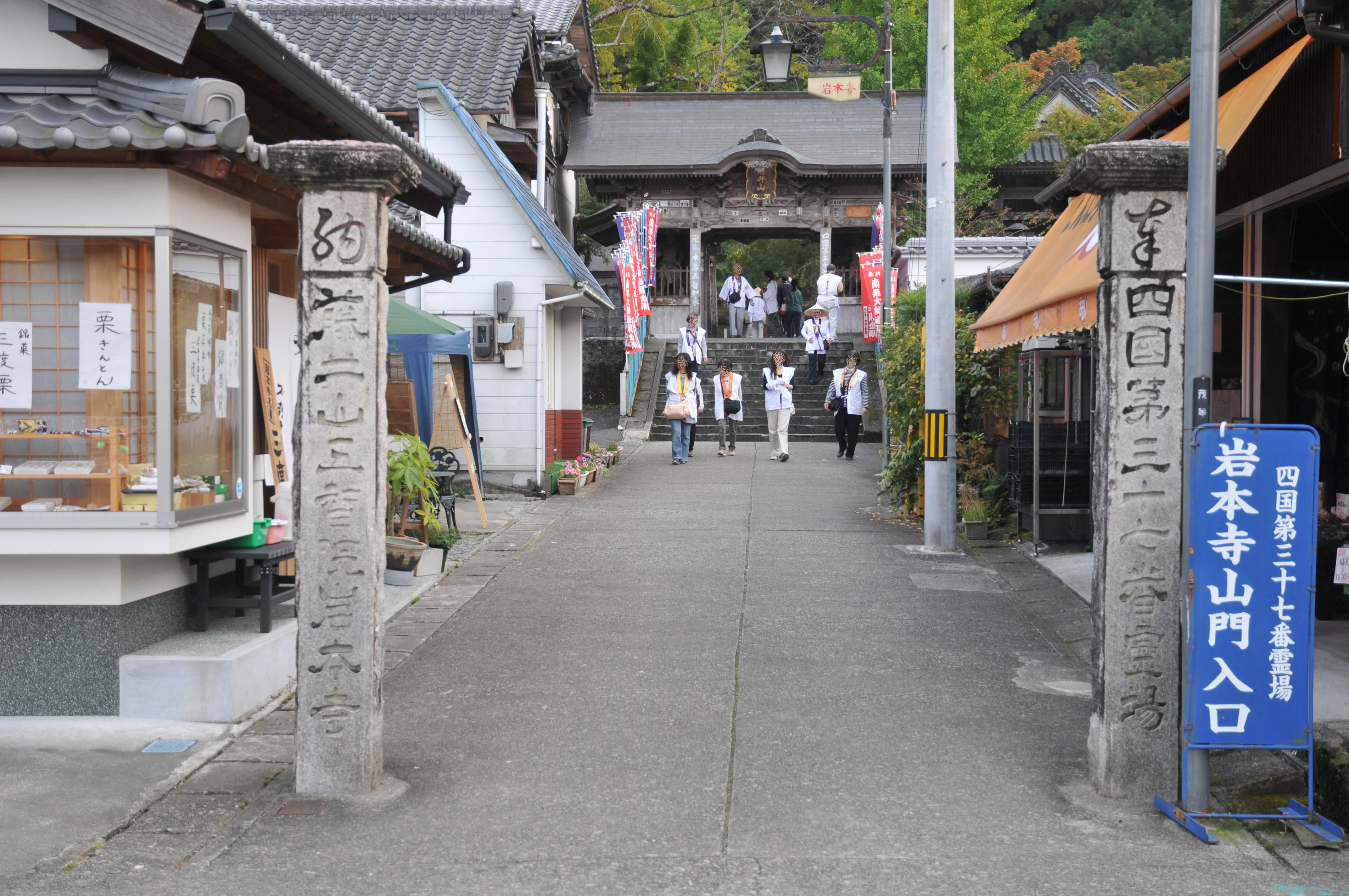
Weg zum Tempel
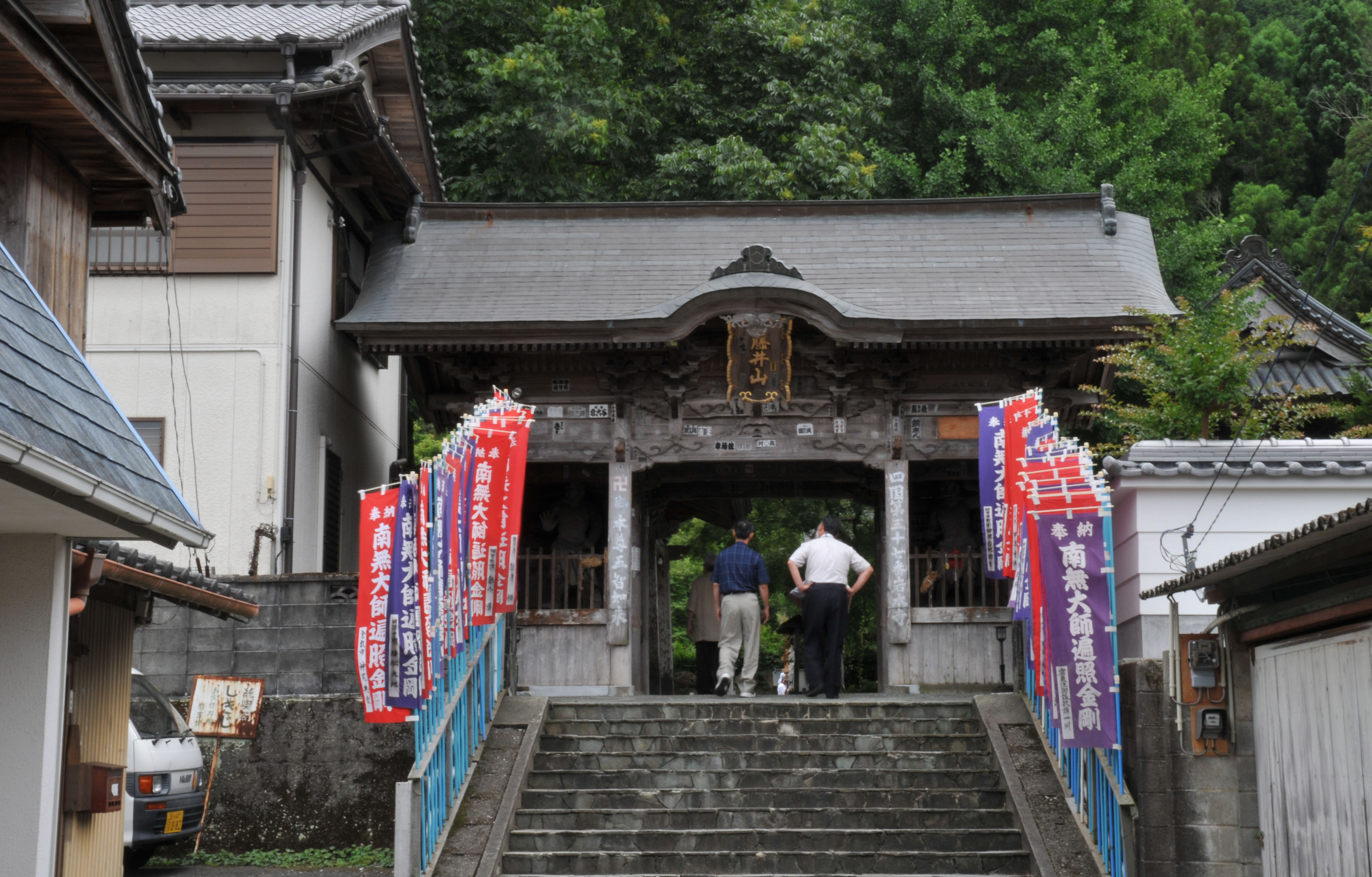
Tempeltor
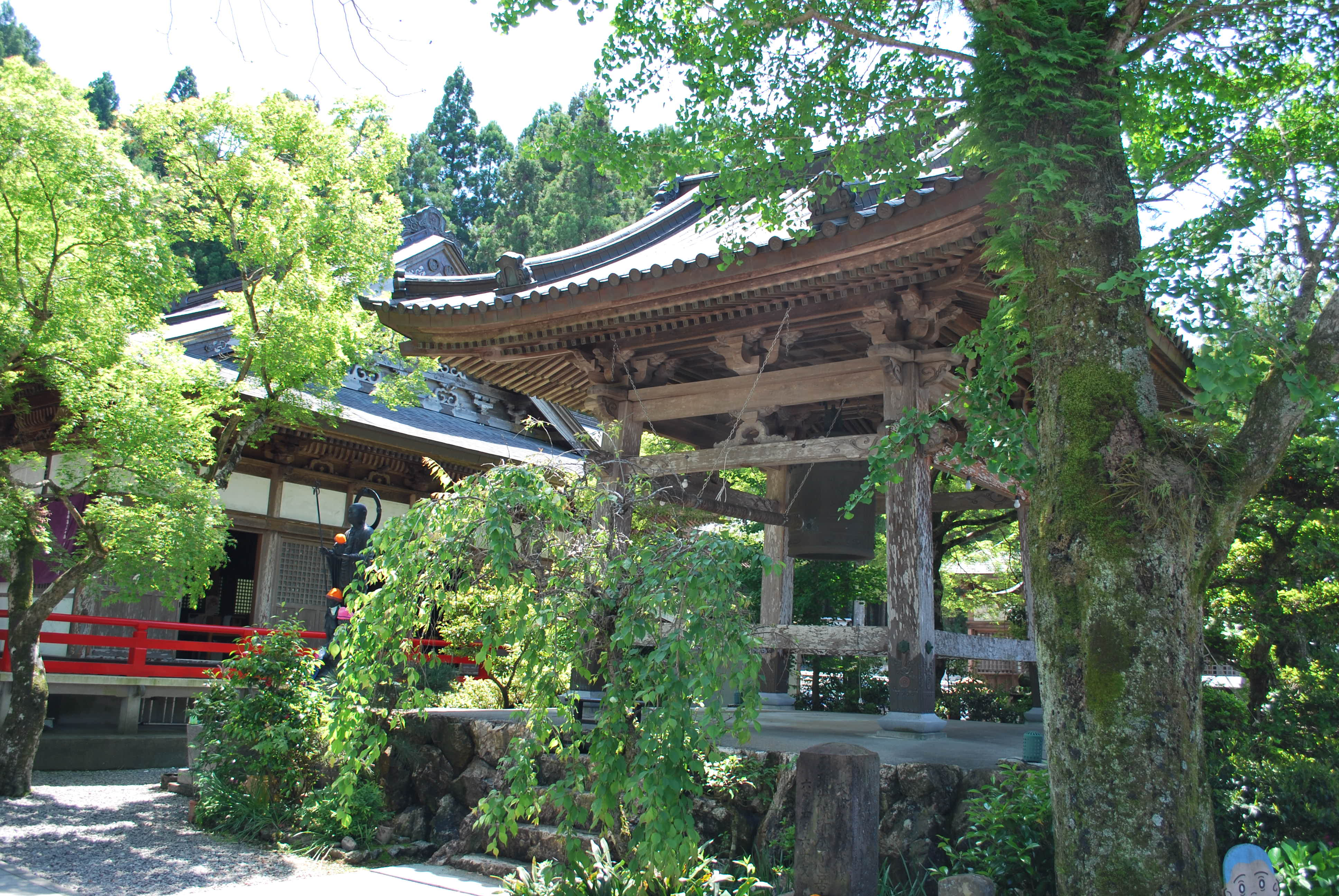
Tempelglocke
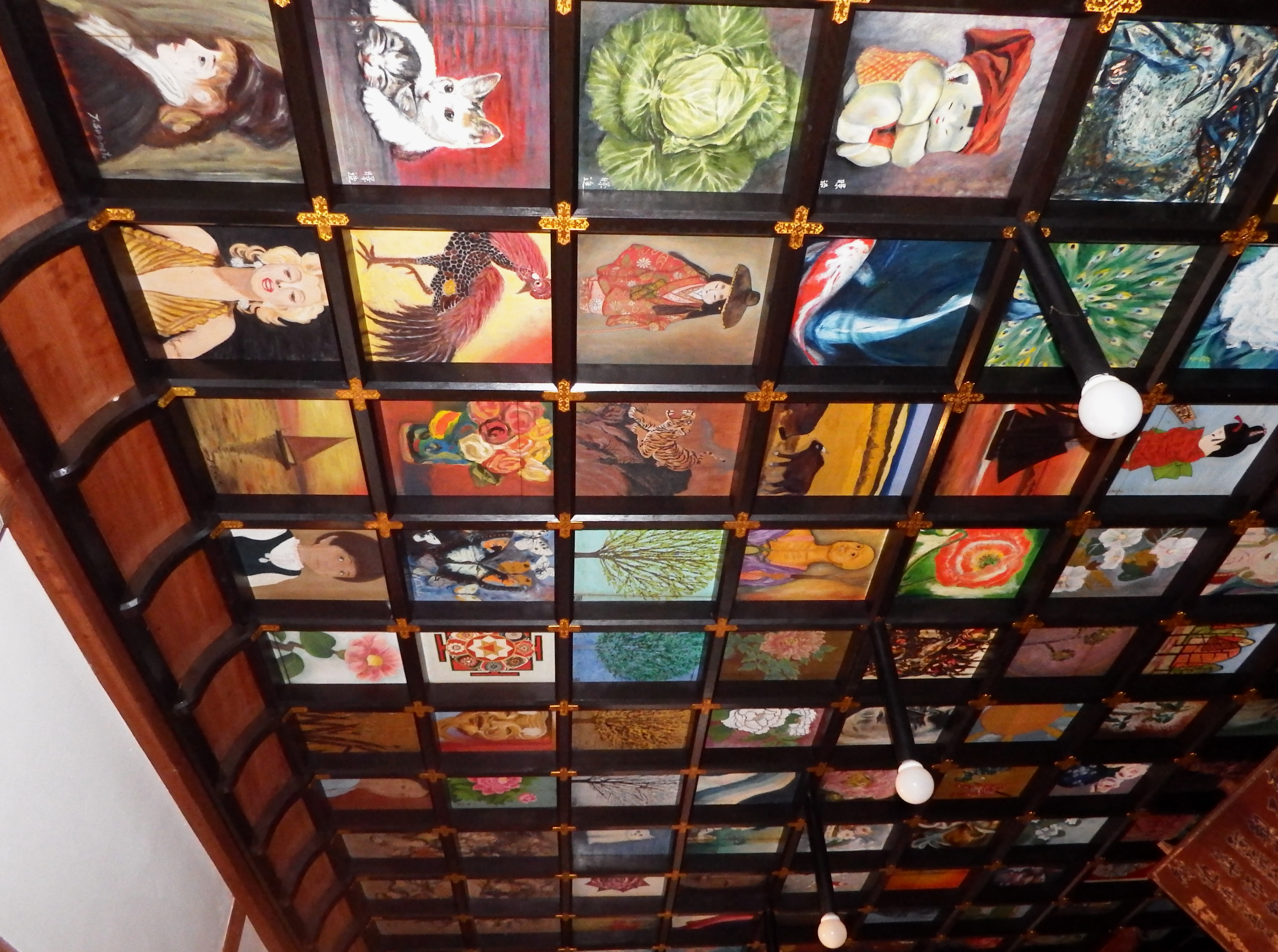
Haupthalle, Decke
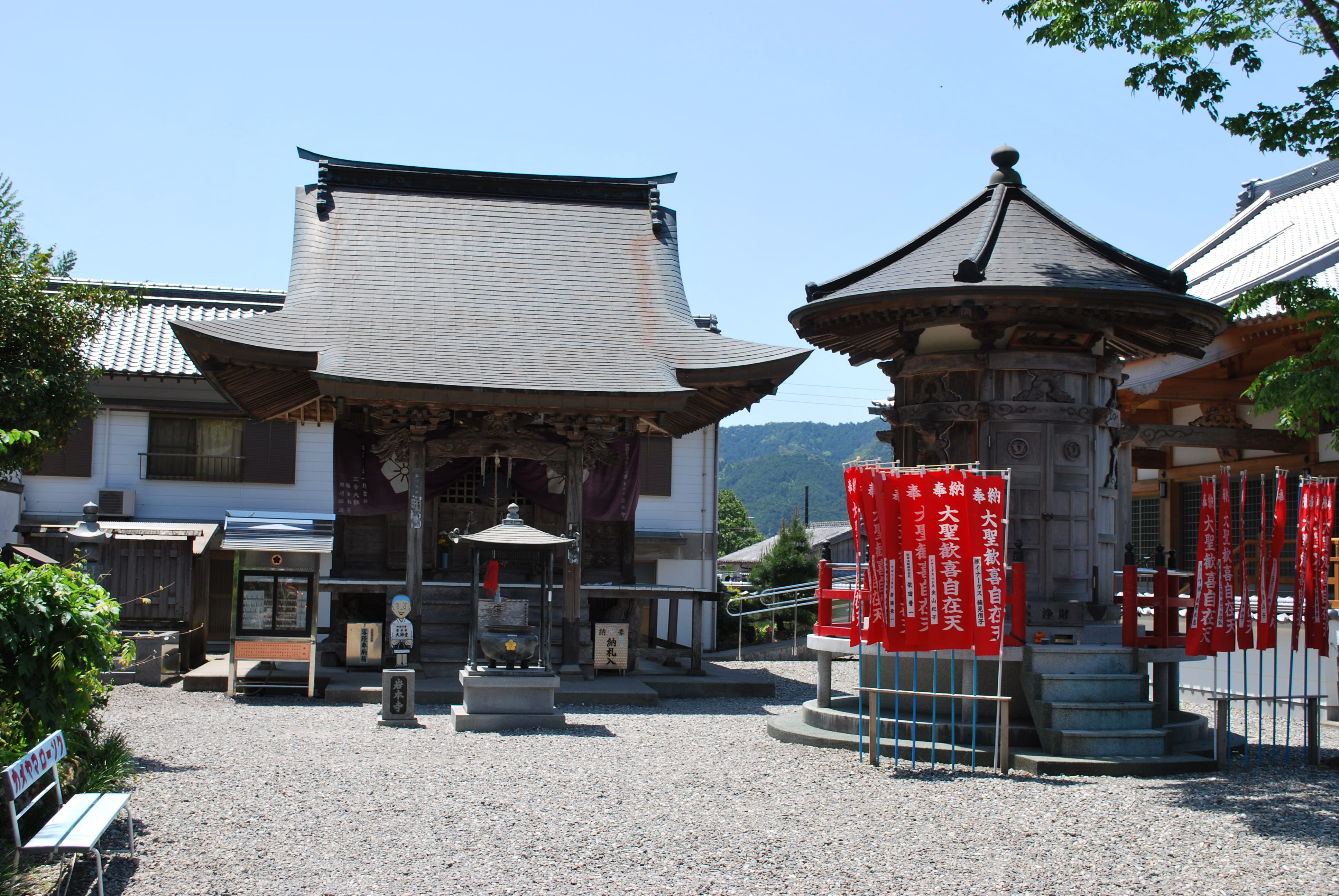
Daishidō, rechts die Seitendō